# Florián Trittel
Florián Johannes Trittel Paul (* 23. Mai 1994 in Münsterlingen, Schweiz) ist ein spanischer Segler.

## Erfolge
Florián Trittel wurde in der Schweiz als Sohn einer deutschen Familie geboren, lebt aber seit seinem dritten Lebensjahr in Katalonien. In seiner Jugend begann er in der 29er Jolle zu segeln, startete bei den Erwachsenen aber zunächst im Kitesurfen. Dabei gelang ihm sein erster großer Erfolg mit dem Gewinn der Silbermedaille bei den Europameisterschaften in Polen. Zwei Jahre darauf belegte er bei den Europameisterschaften in Cagliari den dritten Platz. Danach pausierte Trittel von 2016 bis 2019. Ab 2019 trat Trittel im Nacra 17 an. Mit Tara Pacheco ging er in dieser Klasse bei den 2021 ausgetragenen Olympischen Spielen 2020 in Tokio an den Start und belegte mit ihr den sechsten Platz.
Nach den Spielen lösten Trittel und Pacheco ihr Team auf. Trittel segelte fortan mit Diego Botín als Teampartner in der 49er Jolle und wurde mit ihm 2022 in Aarhus sogleich Europameister. Darüber hinaus wurden sie 2022 in St. Margarets Bay Vizeweltmeister und beendeten sowohl die Weltmeisterschaften 2023 in Den Haag als auch 2024 in Lanzarote auf dem dritten Platz. Bei den Olympischen Spielen 2024 in Paris gingen Trittel und Diego Botín ebenfalls gemeinsam an den Start. Sie belegten in der Regatta nach den ersten zwölf Wettfahrten den ersten Platz und gingen mit 68 Punkten ins abschließende Medal Race. Dieses beendeten sie ebenfalls auf dem ersten Platz, womit sie mit 70 Punkten Olympiasieger wurden und die Goldmedaille gewann. Die Neuseeländer Isaac McHardie und William McKenzie sicherten sich mit 82 Punkten die Silbermedaille. Dritte wurden die US-Amerikaner Ian Barrows und Hans Henken mit 88 Punkten. Trittel und Botin wurden zum Ende des Jahres von World Sailing als Weltsegler des Jahres 2024 ausgezeichnet.